# 沃伊科韦茨区
沃伊科韦茨区（俄語：Войковский район）是俄罗斯首都莫斯科北行政区的一个区域，面积6.61平方公里，位于莫斯科市中心西北10公里处，人口72,173人。它以原有的沃伊科韦茨村命名，而该村以俄国革命家和外交官彼得·拉扎列维奇·沃伊科夫的名字命名，他在1918年决定枪决帝俄末帝尼古拉二世，苏联解体后部分民众敦促政府改此区名。沃伊科夫站、水运馆站、波罗的海站和斯特列什涅沃站在本区内。